# Radverkehrsnetz in Hamburg

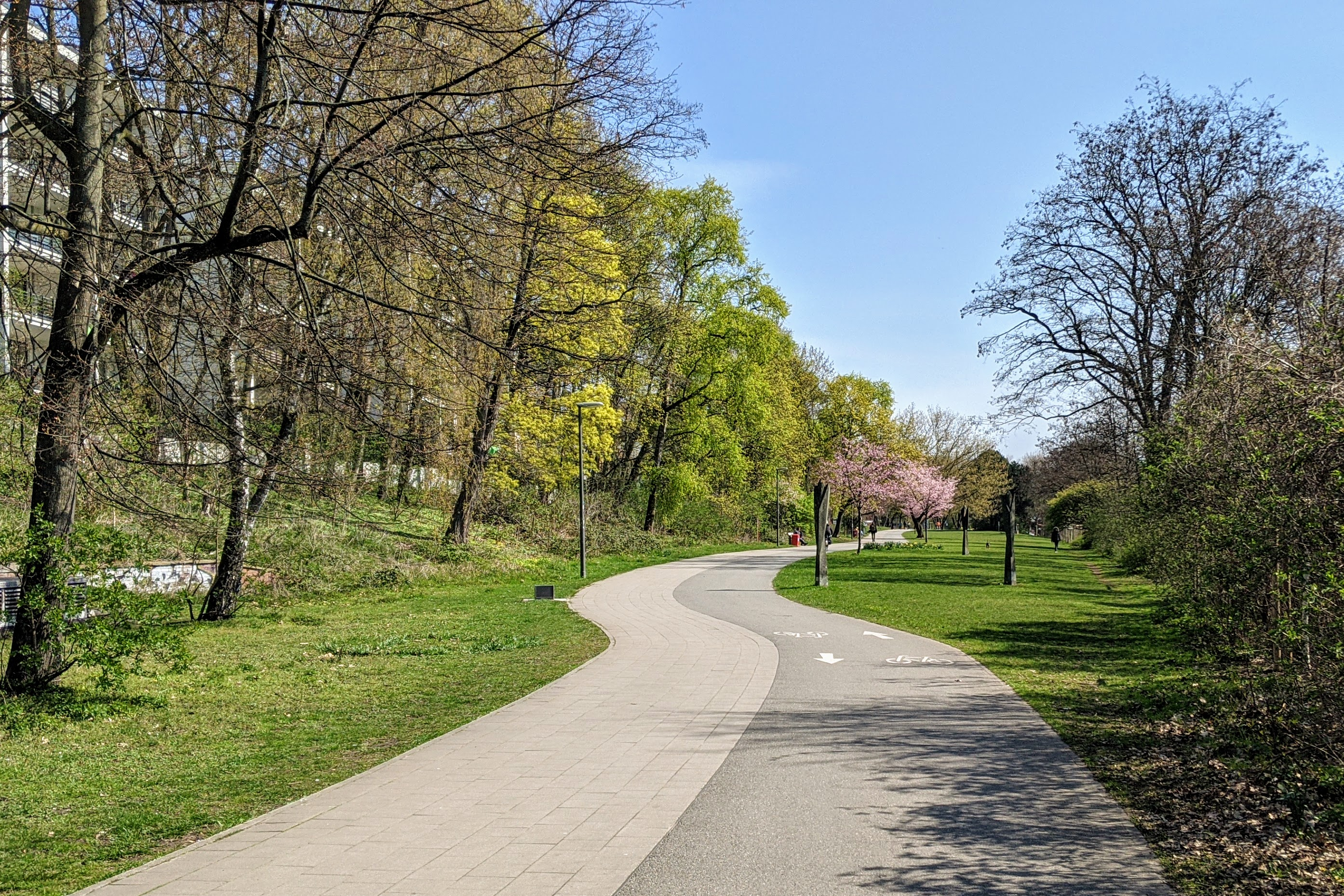
Radroute 1 in einem Grünzug in Borgfelde

Das Radverkehrsnetz in Hamburg gliedert sich in vier Gruppen: das Radnetz mit 23 übergeordneten und mit Zahlen ausgeschilderten Radrouten, die Radrouten Plus genannten Radschnellwege, die Hamburg mit dem Umland verbinden sollen, die Freizeitrouten der Stadt sowie die durch Hamburg verlaufenden Radfernwege.

## Radnetz
Das Radnetz ist ein seit 2025 entstehendes Netzwerk von Radwegen. Dabei werden 23 übergeordnete Radrouten zusätzlich mit Nummern versehen. Es ersetzt die seit 1998 entwickelten Velorouten und die Bezirksrouten. Bis Anfang 2026 sollen etwa 100 Kilometer Radwege hauptsächlich im inneren Stadtbereich ausgeschildert sein. An Routenkreuzungen sind Hauptwegweiser aufgestellt, die Richtungs- und Entfernungsangaben machen. Übergeordnete Radrouten sind durch Einschubtafeln, eine Nummer sowie perspektivisch Bodenmarkierungen gekennzeichnet. An den Strecken selbst gibt es Zwischenwegweiser, die nur die Nummer und einen Pfeil zeigen bzw. bei Strecken mit eindeutiger Wegeführung in ländlichen Gebieten auch mit Ziel- und Entfernungsangabe, um weniger Hauptwegweiser aufstellen zu müssen. Außerdem kann es Bodenmarkierungen im Stil der Zwischenwegweiser sowie Stelen mit Angaben zum Routenverlauf, Stadtplan, Erläuterungen und Zusatzinformationen geben. Die Farbgebung der Schilder bzw. Bodenmarkierungen ist hell- und weinrot gehalten. Die Ausschilderung wurde 2023 auf einer sechs Kilometer langen Strecke an der Alster getestet.

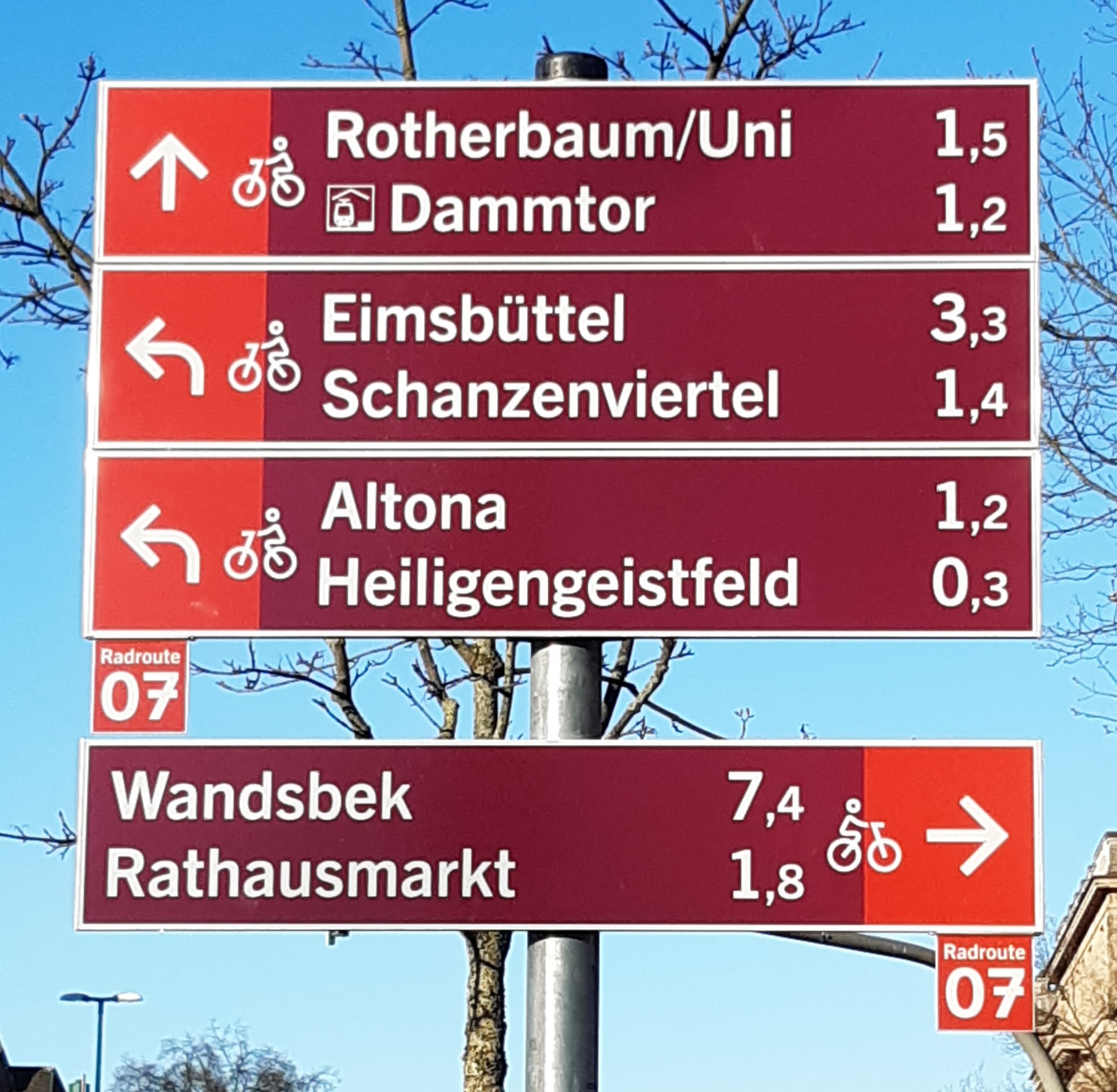
Hauptwegweiser mit Einschubtafeln für die übergeordneten Radrouten
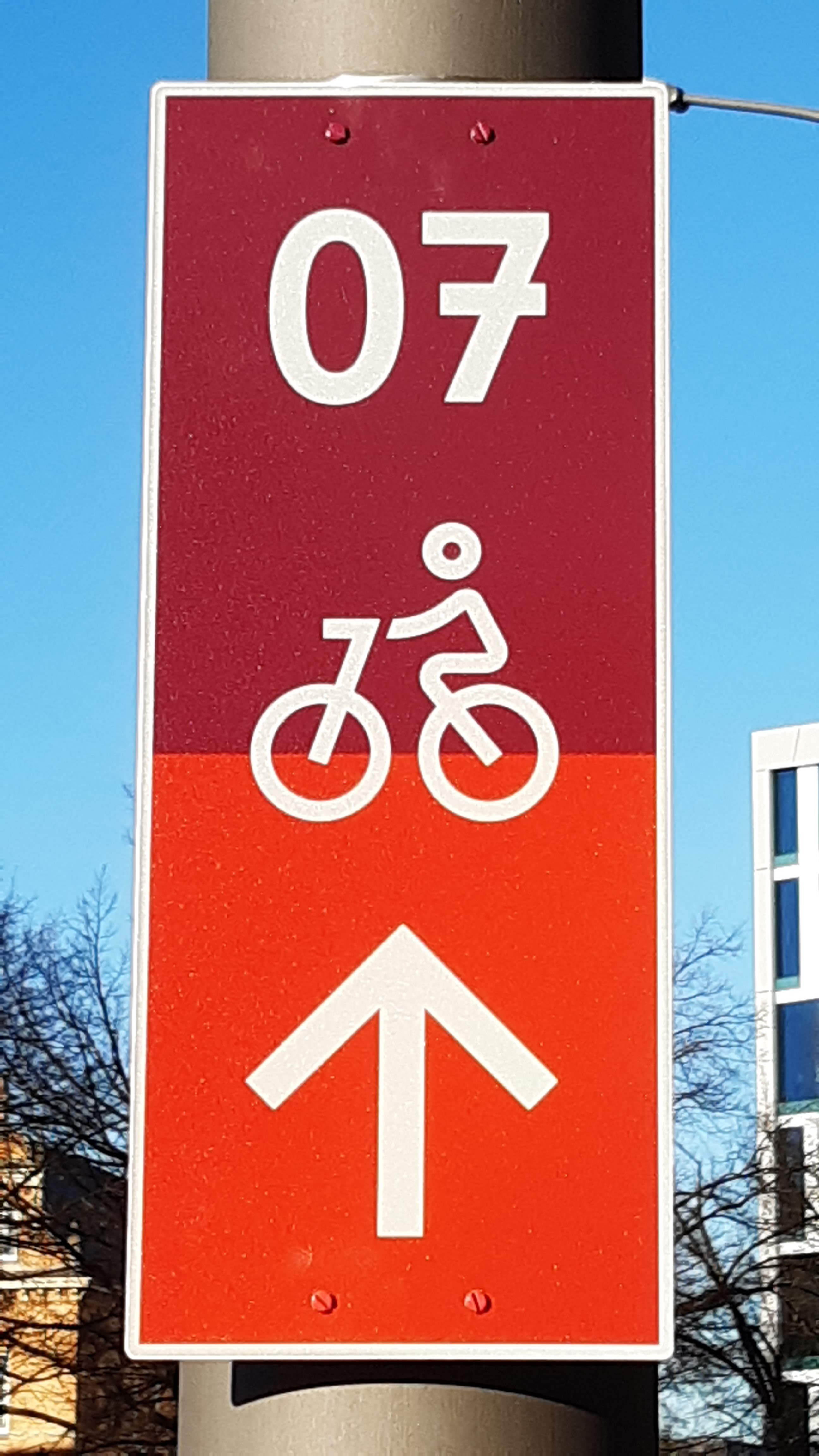
Zwischenwegweiser
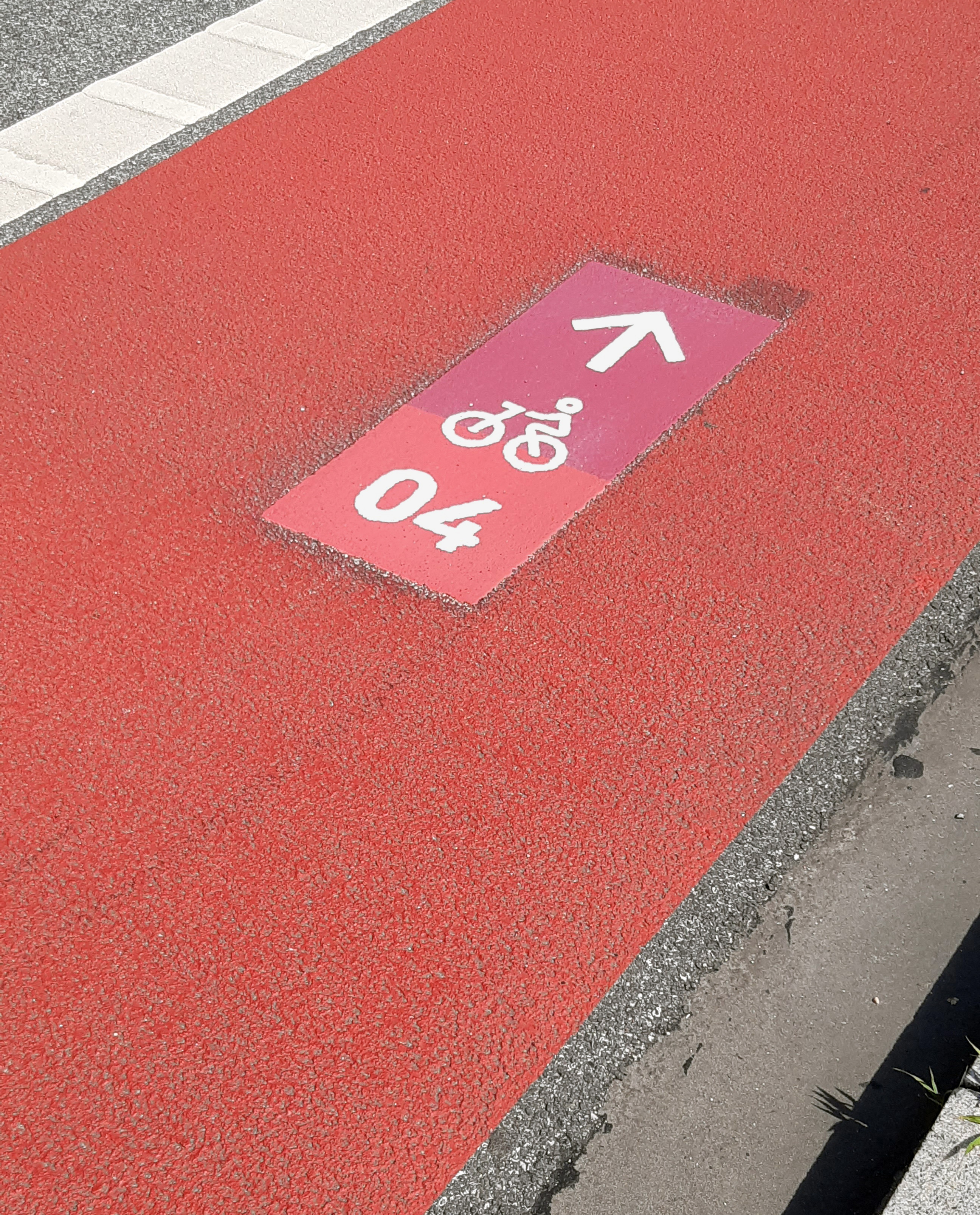
Bodenmarkierung

Während beim Velorouten-Netz bis auf die beiden Ringrouten alle Wege auf die Innenstadt ausgerichtet waren, sodass im Innenstadtbereich viele Routen parallel zu anderen verliefen, sind nun die Wege aus Westen und Norden nach Osten und Süden verlängert worden und das Netz dadurch entzerrt. Außerdem gibt es nun Routen, die Verbindungen abseits der Innenstadt anbieten. Die Ringlinien wurden aufgeteilt. Der Innere Ring (Veloroute 13) wird durch die Routen 16 und 17 ersetzt, der Äußere Ring (Veloroute 14) durch die Route 18 im Westen, die Route 19 im Norden und die Route 20 im Osten. Die Route 21 wird die Lücke im Süden schließen, wenn im Zuge des Neubaus der Norderelbbrücke der Bundesautobahn 1 dort auch ein Rad- und Fußweg über die Elbe führen wird.

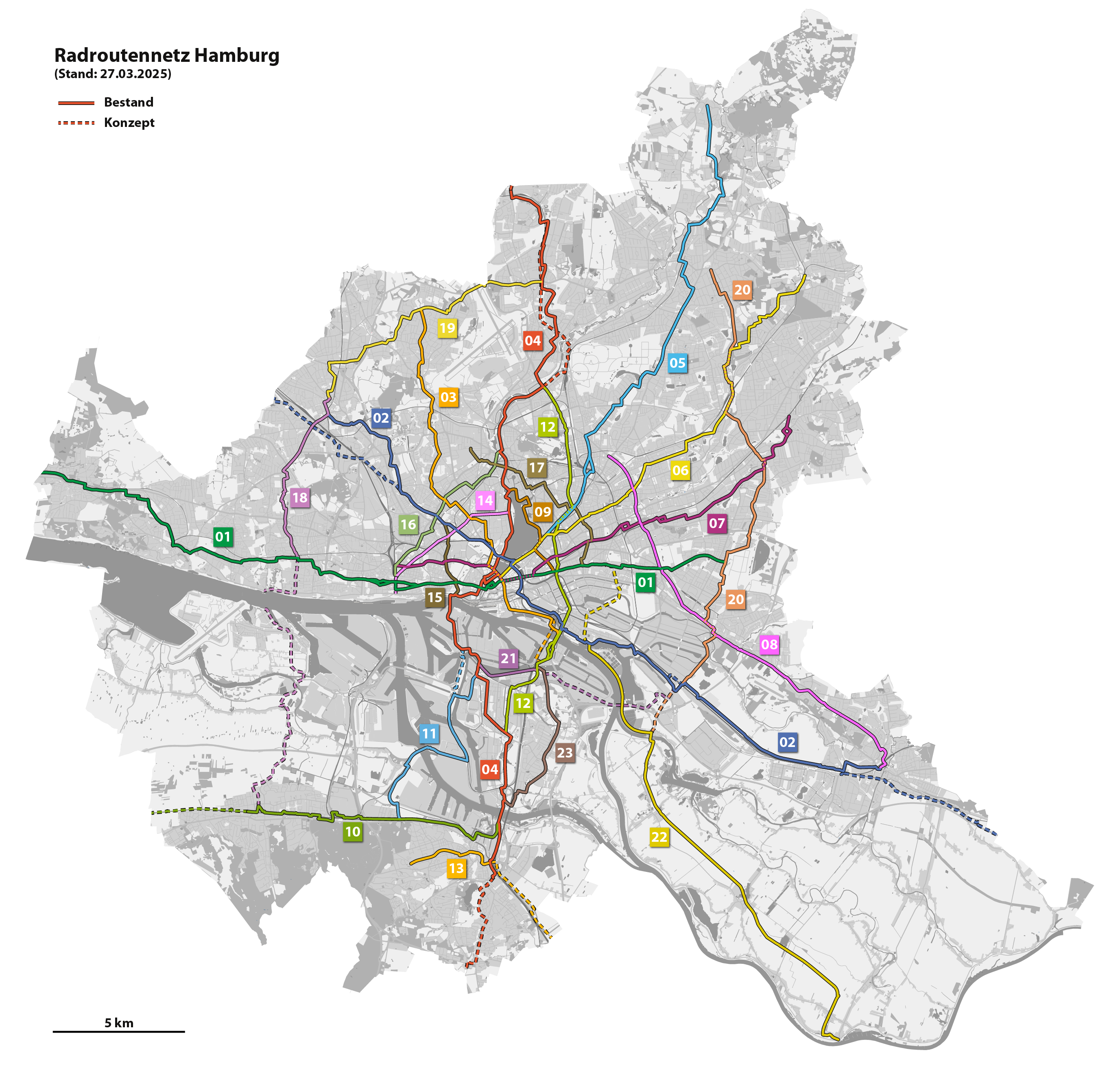
Karte der übergeordneten Radrouten mit Nummern

Die Radrouten sind (Anfangs- und Endpunkte von Nord nach Süd bzw. West nach Ost geordnet):
- Radroute 1: Rissen – Horn
- Radroute 2: Eidelstedt – Bergedorf
- Radroute 3: Niendorf – Elbbrücken
- Radroute 4: Norderstedt – Harburg
- Radroute 5: Duvenstedt – Uhlenhorst
- Radroute 6: Zentrum – Volksdorf
- Radroute 7: Ottensen – Rahlstedt
- Radroute 8: Barmbek – Bergedorf
- Radroute 9: Harvestehude – Berliner Tor
- Radroute 10: Eißendorf – Harburg
- Radroute 11: Wilhelmsburg – Heimfeld
- Radroute 12: Alsterdorf – Wilhelmsburg
- Radroute 13: Veddel – Wilhelmsburg
- Radroute 14: Altona – Außenalster
- Radroute 15: Eimsbüttel – Landungsbrücken
- Radroute 16: Altona – Winterhude
- Radroute 17: Eppendorf – Hamm
- Radroute 18: Eidelstedt – Othmarschen
- Radroute 19: Eidelstedt – Langenhorn
- Radroute 20: Sasel – Billbrook
- Radroute 21: Kleiner Grasbrook – Veddel
- Radroute 22: Rothenburgsort – Zollenspieker
- Radroute 23: Veddel – Wilhelmsburg

Durch den angedachten Ausbau und die Weiterentwicklung des Netzes werden sich einige Start- bzw. Endpunkte noch verändern.

## Radrouten Plus
Geplant sind sieben Radschnellwege aus dem Umland, die an das Hamburger Radnetz anschließen sollen. Sie basieren auf Machbarkeitsstudien der Metropolregion Hamburg aus den Jahren 2018 bis 2021 und sollen aus Elmshorn, Bad Bramstedt, Ahrensburg, Geesthacht, Lüneburg, Tostedt und Stade nach Hamburg führen. Geplant sind eine einheitliche Ausschilderung, deren Grünton sich an Bänken, Infostelen, Fahrradbügeln usw. wiederfinden soll.

## Freizeitrouten
Es gibt vierzehn Freizeitrouten, die grün beschildert sind. Diese dienen hauptsächlich dem Ausflugs- und Erholungsverkehr und folgen daher überwiegend Grünzügen und Flussläufen und verbinden sie mit Kleingärten, Friedhöfen, Parks und anderen Erholungsgebieten.
- FR1: Hamburger Innenstadt – Alster – Duvenstedter Brook
- FR2: Hamburger Innenstadt – Alster – Osterbekkanal – Volksdorfer Wald (39 km)
- FR3: Hamburger Innenstadt – Wandse (18 km)
- FR4: Hamburger Innenstadt – Geesthang – Boberger Niederung – Bergedorf (40 km)
- FR5: Hamburger Innenstadt – Entenwerder – Vier- und Marschlande (33 km)
- FR6: Hamburger Innenstadt – Wilhelmsburg – Harburger Stadtpark (21 km)
- FR7: Harburg – Harburger Berge (13 km)
- FR8: Hamburger Innenstadt – Elbufer – Wittenbergen (16 km)
- FR9: Hamburger Innenstadt – Altonaer Volkspark – Klövensteen (24 km)
- FR10: Hamburger Innenstadt – Sternschanzenpark – Kollau – Niendorfer Gehege (16 km)
- FR11: „2. Grüner Ring“ (100 km)
- FR12: Alsterlauf – Tarpenbek – Langenhorn (17 km)
- FR13: Finkenwerder – „Dritte Meile“ – Harburger Berge (30 km)
- FR14: Alter Elbtunnel – Hafen – Harburger Berge (17 km)

Hinzu kommt noch der „1. Grüne Ring“ entlang der ehemaligen Wallanlagen der Stadt.

## Radfernwege
Durch Hamburg verlaufen der Elberadweg (D-Route 10) und der Nordseeküstenradweg (D-Route 1 und EuroVelo-Route 12). Außerdem beginnen hier der Radfernweg Hamburg–Bremen (Teil der D-Route 7 und EuroVelo-Route 3) und der Radfernweg Hamburg–Rügen.

## Ehemaliges Velorouten-Netz

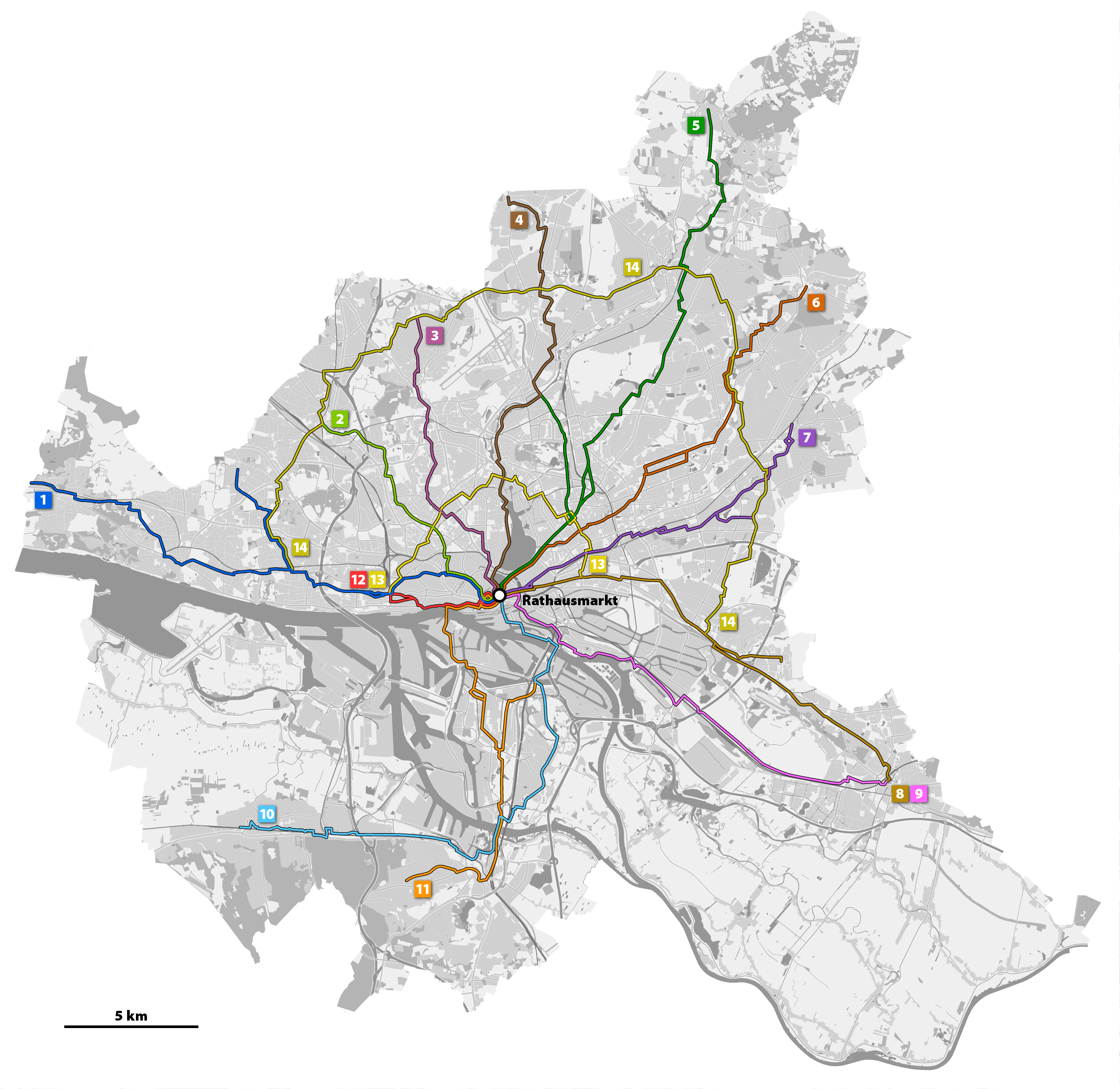
Karte der Velorouten

Das Velorouten-Netz wurde seit 1998 geplant und anschließend schrittweise ausgebaut. Es bestand aus zwölf sternförmigen Routen, die die Hamburger Innenstadt (Rathausmarkt) mit den äußeren Stadtteilen verbanden, sowie zwei Ringrouten. Die Velorouten sollten dem schnellen Berufs- und Alltagsverkehr dienen und daher bei jeder Witterung und auch bei Dunkelheit gut benutzbar sein. Sie verliefen in der Regel abseits der großen Hauptverkehrsstraßen, durch Tempo-30-Zonen, Fahrradstraßen oder auf speziell ausgebauten Radwegen. Bis 2020 sollte das Netz auf eine Gesamtlänge von 280 km ausgebaut und einheitlich beschildert werden. Allerdings waren bis Ende 2022 nur rund 70 % des geplanten Netzes fertiggestellt.

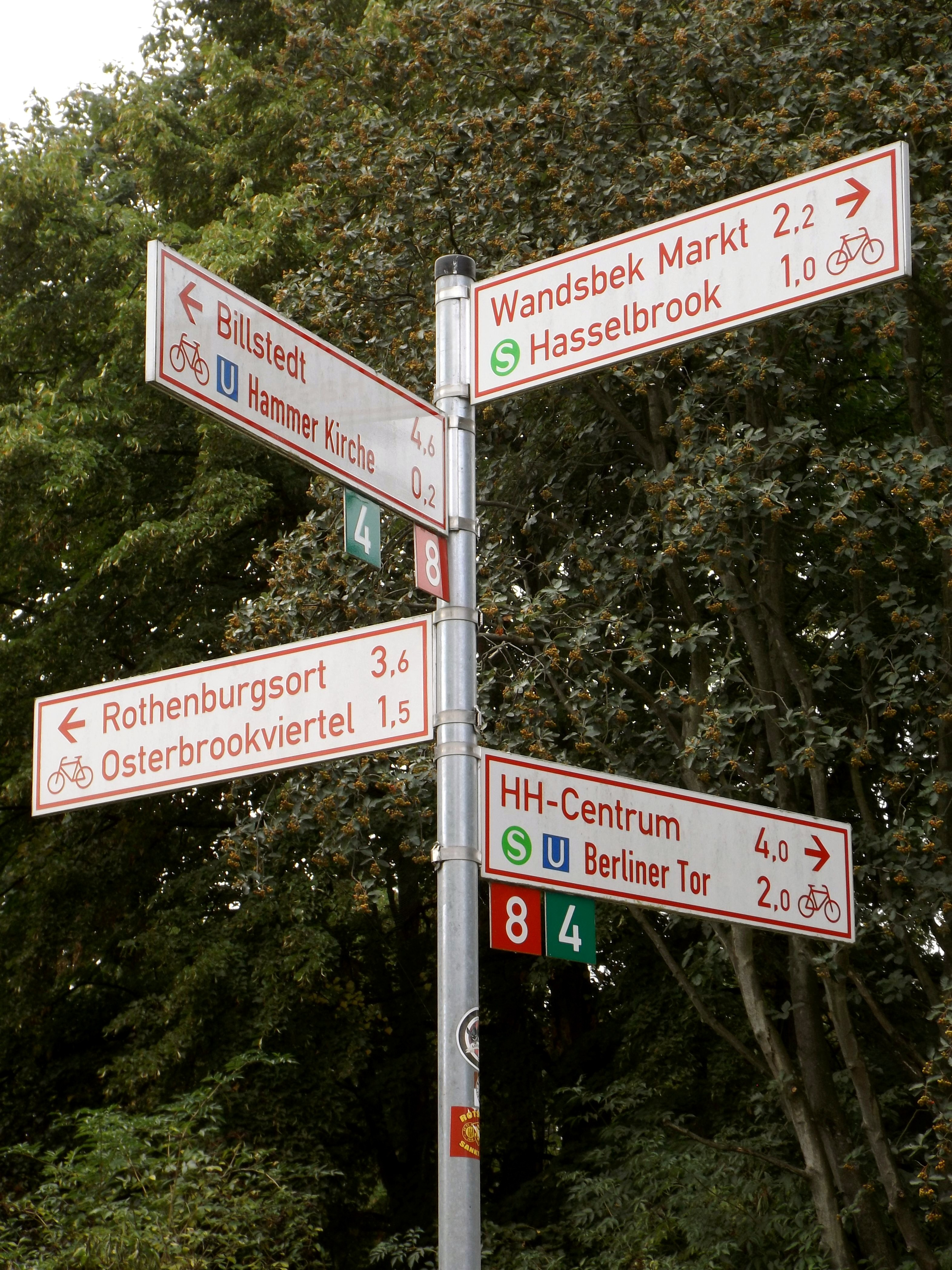
Radwegweiser mit zweifarbigen Markierungen: rot (Veloroute) und grün (Freizeitroute)

Der Verlauf der Velorouten wurde durch Wegweiser mit Ziel- und Entfernungsangaben sowie Routennummern gekennzeichnet.
- Route 1: Rathausmarkt – Altona – Othmarschen – Blankenese – Rissen
- Route 2: Rathausmarkt – Eimsbüttel – Stellingen – Eidelstedt (11 km)
- Route 3: Rathausmarkt – Rotherbaum/Uni – Niendorf (13 km)
- Route 4: Rathausmarkt – Harvestehude – Winterhude – Alsterdorf – Fuhlsbüttel – Langenhorn (18,5 km)
- Route 5: Rathausmarkt – Uhlenhorst – Barmbek – Bramfeld – Poppenbüttel – Duvenstedt (23 km)
- Route 6: Rathausmarkt – Hohenfelde – Dulsberg – Farmsen – Berne – Volksdorf (20 km)
- Route 7: Rathausmarkt – St. Georg – Eilbek – Wandsbek-Markt – Jenfeld – Rahlstedt
- Route 8: Rathausmarkt – Borgfelde – Hamm – Billstedt – Bergedorf (mit Abzweig nach Mümmelmannsberg)
- Route 9: Rathausmarkt – Hammerbrook – Rothenburgsort – Moorfleet – Allermöhe – Bergedorf (19 km)
- Route 10: Rathausmarkt – HafenCity – Veddel – Wilhelmsburg – Harburg – Neugraben (25 km)
- Route 11: Rathausmarkt – Alter Elbtunnel – Wilhelmsburg – Harburg – TU Hamburg
- Route 12: Rathausmarkt – St. Pauli Landungsbrücken – Altona (5 km)
- Route 13 (Innere Ringroute): Altona – Eimsbüttel – Winterhude – Barmbek – Eilbek – Hamm (14 km)
- Route 14 (Äußere Ringroute): Othmarschen – Schnelsen – Niendorf – Poppenbüttel – Billstedt (42 km)

Quelle: Übersichtsplan Velorouten